# Herzogenaurach
Herzogenaurach là một thị xã thuộc huyện Erlangen-Höchstadt, trong bang Bayern, nước Đức. Đô thị Herzogenaurach có diện tích 47,6 km², dân số thời điểm 31 tháng 12 năm 2006 là 23.023 người. 
Herzogenaurach có trụ sở chính của hãng thể thao Adidas và là nơi sinh, mất của người sáng lập ra hãng đó, Adolf Dassler. 

## Đô thị kết nghĩa
- Wolfsberg, (Áo), từ năm 1968
- Kaya, (Burkina Faso), từ năm 1972
- Nova Gradiška, (Croatia), từ năm 1980
- Sainte Luce sur Loire, (Pháp), từ năm 1988